# غوس غوردون
غوس غوردون (بالإنجليزية: Gus Gordon)‏ هو رسام توضيحي أسترالي، ولد في 1971.